# 2590 Mourao
2590 Mourao је астероид главног астероидног појаса са средњом удаљеношћу од Сунца која износи 2,343 астрономских јединица (АЈ).
Апсолутна магнитуда астероида је 12,7.